# یون سورنسون
یون سورنسون (انگلیسی: John Sörenson; ۱۵ سپتامبر ۱۸۸۹ – ۲۵ اکتبر ۱۹۷۶) ژیمناست هنری اهل سوئد بود.